# 祖阿
祖阿（そあ、生没年不詳）は、室町時代の僧侶で、室町幕府の第1回遣明船の正使。出自などについては不詳で、将軍に近侍する同朋衆であったと見られている。
応永年間（1394年 - 1428年）の初め、博多の商人・肥富（こいとみ、こいつみ・こいずみとも）が明から帰国し、室町幕府3代将軍足利義満に日明貿易の利について説得した。財政難に苦しんでいた幕府は肥富の意見を取り入れ、1401年（応永8年）に祖阿を正使に、肥富を副使として鎖国中の明に遣わせ、日明の関係を開く糸口を作らせた。
その翌年、祖阿は明使である天倫道彝（てんりんどうい）・一庵一如を伴って帰国した。これ以後、遣明船の正使・副使は臨済宗の五山関係の僧から選任されるようになった。
なお、林屋辰三郎は、「祖阿」と『大乗院日記目録』応安7年12月7日に登場する「天竺聖」と同一人物と言う説を唱えており、田中健夫は「楠葉西忍の実父である素性不明の天竺人」と当該「天竺聖」を同一人物とする説を唱えた上で林屋説（祖阿と「天竺聖」を同一人物とする説）とは矛盾しないとしている（田中健夫『東アジア通交圏と国際認識』吉川弘文館、1997年、P28）。